# Wray Downes
Wray Downes (Toronto, 14 januari 1931 - Montreal (Canada), 18 maart 2020) was een Canadees jazzpianist.

## Biografie
Downes kreeg vanaf 12-jarige leeftijd klassieke pianolessen. Hij was de eerste Canadees die studeerde met een British Empire (Overseas) Scholarship aan het Trinity College of Music in Londen, waar hij les kreeg van Kinloch Anderson. In 1952, tijdens zijn studie bij Lazare Lévy en Henri Lauth aan het conservatorium van Parijs, raakte hij geïnteresseerd in jazz. In 1953 volgde hij lessen bij Dizzy Gillespie en Mary Lou Williams. Tijdens zijn verdere verblijf in Frankrijk speelde hij met Sidney Bechet, Buck Clayton en Bill Coleman (Jazz à Pleyel). Na zijn terugkeer naar Canada in het midden van het decennium kreeg hij les van Oscar Peterson en Neil Chotem. Daarna werkte hij als vaste pianist in de Town Tavern in Toronto, waar hij speelde met Roy Eldridge, Coleman Hawkins, Clark Terry en Lester Young. Jarenlang was hij lid van de bands van Peter Appleyard en Dave Young. Hij werkte ook met Archie Alleyne-Frank Wright, Pete Magadini (Bones Blues), Buddy Tate (The Buddy Tate Quartet, 1980) en Dave Turner. Hij toerde in 1980 met Terry door de Verenigde Staten. Hij begeleidde ook Ed Bickert en Reg Schwager en trad ook op met Don Thompson.
In 1978/1979 nam Downes het album Au Privave op voor Sackville (met Ed Bickert en Dave Young). In 1995 kwam zijn album For You… E uit voor Justin Time Records, waaraan Dave Young en Archie Alleyne meewerkten. Volgens Scott Yanow (Allmusic) kun je aan zijn interpretaties van Falling in Love with Love en Teach Me Tonight zien dat Oscar Peterson zijn belangrijkste voorbeeld was. Op het gebied van jazz was hij volgens Tom Lord betrokken bij 17 opnamesessies tussen 1952 en 1996, ook met Moe Koffman en Charles Biddle.
Vanaf 1990 doceerde hij aan de Concordia University.